# جائزة هولندا الكبرى 1975
جائزة هولندا الكبرى 1975 هو سباق فورمولا 1 أقيم بتاريخ 22 يونيو 1975 في حلبة بارك زانتفورت. كان الثامن من أصل 14 في بطولة العالم لسباقات الفورمولا واحد موسم 1975. حلّ البريطاني جيمس هانت أولا بينما جاء النمساوي نيكي لاودا في المركز الثاني وحصل على المركز الثالث السويسري كلاي ريجاتسوني.